# Steinsfeld
Steinsfeld ist eine Gemeinde im Landkreis Ansbach in Mittelfranken und zählt zur Metropolregion Nürnberg. Die Gemeinde ist Mitglied der Verwaltungsgemeinschaft Rothenburg ob der Tauber.

## Geografie

### Geografische Lage
Die Gemeinde liegt im Naturpark Frankenhöhe.

### Gemeindegliederung
Es gibt elf Gemeindeteile (in Klammern ist der Siedlungstyp angegeben):
- Bettwar (Kirchdorf)
- Chausseehaus (Einöde)
- Ellwingshofen (Weiler)
- Endsee (Dorf)
- Gattenhofen (Kirchdorf)
- Gypshütte (Weiler)
- Hartershofen (Dorf)
- Possenmühle (Einöde)
- Reichelshofen (Kirchdorf)
- Steinsfeld (Pfarrdorf)
- Urphershofen (Weiler)

Es gibt auf dem Gemeindegebiet die Gemarkungen Bettwar, Endsee, Gattenhofen, Hartershofen und Steinsfeld. Die Gemarkung Steinsfeld hat eine Fläche von 6,556 km². Sie ist in 661 Flurstücke aufgeteilt, die eine durchschnittliche Fläche von 9918,22 m² haben. In ihr liegen neben dem namensgebenden Ort die Gemeindeteile Ellwingshofen und Reichelshofen.

### Nachbargemeinden
Nachbargemeinden sind (von Norden beginnend im Uhrzeigersinn): Ohrenbach, Gallmersgarten, Windelsbach, Neusitz, Rothenburg ob der Tauber, Creglingen und Adelshofen.

## Geschichte

### Bis zur Gemeindegründung
Der Ort wurde 1256 als „Steinsuelt“ erstmals urkundlich erwähnt. Der Ortsname leitet sich vom gleichlautenden Flurnamen ab, dessen Bestimmungswort wohl der Familienname Stein ist.
Steinsfeld im heutigen Mittelfranken gehörte zur Reichsstadt Rothenburg, die ab 1500 im Fränkischen Reichskreis lag. Seit dem Reichsdeputationshauptschluss von 1803 gehört der Ort wie weite Teile Frankens zu Bayern (Siehe auch Geschichte Frankens).
Mit dem Gemeindeedikt (frühes 19. Jahrhundert) wurde der Steuerdistrikt Steinsfeld gebildet, zu dem Hartershofen und Urphershofen gehörten. Wenig später wurde mit Ellwingshofen und Reichelshofen die Ruralgemeinde Steinsfeld formiert. Diese war in Verwaltung und Gerichtsbarkeit dem Landgericht Rothenburg zugeordnet und in der Finanzverwaltung dem Rentamt Rothenburg ob der Tauber (1919 in Finanzamt Rothenburg ob der Tauber umbenannt). Ab 1862 übernahm das Bezirksamt Rothenburg ob der Tauber die Verwaltung (1939 in Landkreis Rothenburg ob der Tauber umbenannt) und das Stadt- und Landgericht Rothenburg ob der Tauber die Gerichtsbarkeit (1879 in Amtsgericht Rothenburg ob der Tauber umbenannt). Die Gemeinde hatte 1964 eine Gebietsfläche von 6,620 km².

### Eingemeindungen
Im Zuge der Gebietsreform in Bayern wurden am 1. Mai 1978 die Gemeinden Endsee, Gattenhofen und Hartershofen eingegliedert.

### Einwohnerentwicklung
Im Zeitraum 1988 bis 2018 stieg die Einwohnerzahl von 1182 auf 1211 um 29 Einwohner bzw. um 2,5 %.
Gemeinde Steinsfeld
| Jahr      | 1818  | 1840   | 1852   | 1861   | 1867   | 1871   | 1875   | 1880   | 1885   | 1890   | 1895   | 1900   | 1905   | 1910   | 1919   | 1925   | 1933   | 1939   | 1946   | 1950   | 1961   | 1970   | 1987   | 2005   | 2009   | 2015   |
| Einwohner | 299   | 330    | 320    | 338    | 333    | 335    | 317    | 355    | 346    | 335    | 359    | 349    | 347    | 381    | 358    | 357    | 365    | 344    | 543    | 493    | 373    | 345    | 1179   | 1270   | 1331   | 1213   |
| Häuser    | 50    | 60     |        |        |        | 63     |        |        | 64     | 66     |        | 62     |        |        |        | 70     |        |        |        | 75     | 80     |        | 328    |        |        | 389    |
| Quelle    | [ 9 ] | [ 14 ] | [ 15 ] | [ 16 ] | [ 17 ] | [ 18 ] | [ 19 ] | [ 20 ] | [ 21 ] | [ 22 ] | [ 15 ] | [ 23 ] | [ 15 ] | [ 24 ] | [ 15 ] | [ 25 ] | [ 15 ] | [ 15 ] | [ 15 ] | [ 26 ] | [ 11 ] | [ 27 ] | [ 28 ] | [ 29 ] | [ 30 ] | [ 31 ] |

Ort Steinsfeld
| Jahr      | 001818 | 001840 | 001861 | 001871 | 001885 | 001900 | 001925 | 001950 | 001961 | 001970 | 001987 | 002009 | 002015 | 002023 |
| Einwohner | 165    | 189    | 201    | 179    | 185    | 177    | 214    | 309    | 246    | 231    | 213    | 260    | 259    | 269    |
| Häuser    | 31     | 39     |        |        | 41     | 38     | 46     | 53     | 56     |        | 63     |        |        |        |
| Quelle    | [ 9 ]  | [ 14 ] | [ 16 ] | [ 18 ] | [ 21 ] | [ 23 ] | [ 25 ] | [ 26 ] | [ 11 ] | [ 27 ] | [ 28 ] | [ 30 ] |        | [ 32 ] |

## Politik

### Gemeinderat
Der Gemeinderat hat (einschl. des 1. Bürgermeisters) 13 Mitglieder.
Bei der Kommunalwahl am 15. März 2020 ist wie bei der Kommunalwahl am 2. März 2008 und Kommunalwahl am 16. März 2014 nur die Fraktion Wählergruppe angetreten. Die Wahlbeteiligung lag 2008 bei 73,7 % und 2014 bei 69,9 %. Es gehören weiterhin alle Mitglieder der Wählergruppe an.

### Bürgermeister
Margarita Kerschbaum (Wählergruppe Steinsfeld) wurde am 15. März 2020 mit 92,1 % der Stimmen gewählt.

### Bau- und Bodendenkmäler

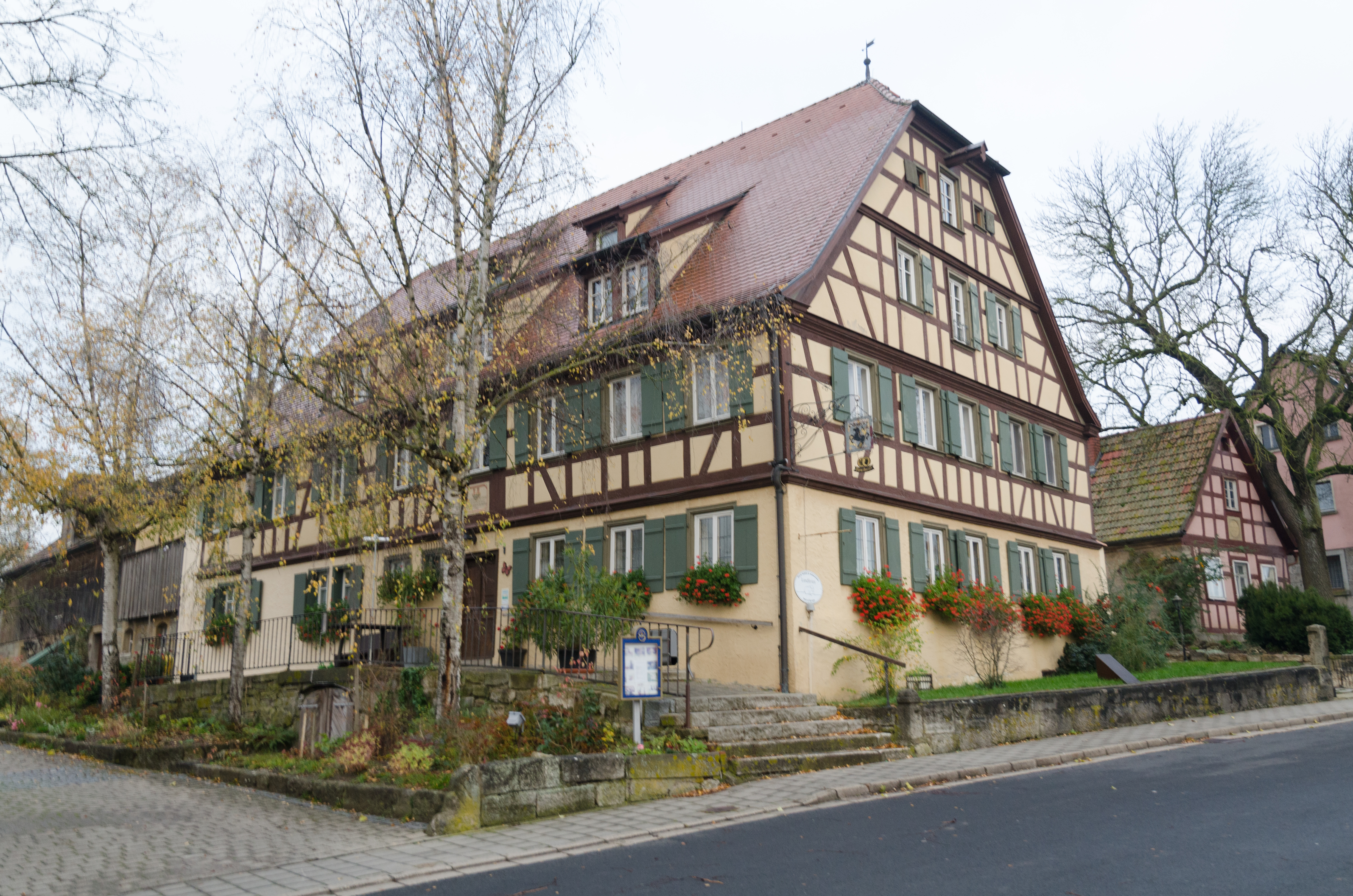
Steinsfeld, Am Dorfplatz 1

### Wappen und Flagge
Wappen
| Wappen von Steinsfeld | Blasonierung: „In Rot unter einem silbernen Schildhaupt, darin ein roter Pfahl, vorne ein links gewendeter silberner Löwe, hinten eine schwebende, halbe silberne Burg mit Zinnenturm.“ |
| Wappen von Steinsfeld | Wappenbegründung: Spätestens seit Anfang des 15. Jahrhunderts gehört das Gemeindegebiet zur Reichsstadt Rothenburg. Darauf weisen die Farben Rot und Silber sowie die Burg in geminderter Form aus dem Rothenburger Stadtwappen hin. Stellvertretend für die vielen Adelsgeschlechter, die im Gemeindegebiet ansässig waren, stehen der Löwe aus dem Wappen der Herren von Steinsdorf sowie die silbernen Oberecken aus dem Wappen der Herren von Gattenhofen. Die Gemeinde Steinsfeld führt seit 1982 ein eigenes Wappen. |

Flagge
Die Gemeindeflagge ist weiß-rot.

## Kultur und Sehenswürdigkeiten

### Museen
- Modelleisenbahn Faszination Gotthardbahn: Die öffentlich zugängliche Modelleisenbahnanlage im Gemeindeteil Reichelshofen stellt in Spurweite H0 auf 135 m die Nordrampe der Gotthardbahn (Schweiz) vorbildgetreu dar. Unzählige Bäume, hunderte Häuser, 46 Tunnel und Schweizer Lokomotiven. Sie ist eine der größten Anlagen Europas in H0. Sie enthält fünf Bahnhöfe, an denen die Züge auf dem Weg nach Italien schon lange nicht mehr halten.[36]

## Natur
Südöstlich von Endsee befindet sich der Gipsbruch Endsee. Der als Geotop ausgewiesene ehemalige Steinbruch gehört zu den 100 schönsten Geotopen in Bayern.

## Wirtschaft und Infrastruktur

### Tourismus
Steinsfeld ist Mitglied im Tourismusverband Romantisches Franken.

### Verkehr
Die Staatsstraße 2419 verläuft nach Rothenburg ob der Tauber (5 km südwestlich) bzw. über Reichelshofen (2,2 km nördlich). Die Kreisstraße AN 8 führt nach Hartershofen (1,7 km östlich). Eine Gemeindeverbindungsstraße führt nach Gattenhofen (1,1 km westlich).
In Hartershofen gibt es einen Haltepunkt der Bahnstrecke Steinach bei Rothenburg–Rothenburg ob der Tauber.

## Persönlichkeiten

### Söhne und Töchter der Gemeinde
- Kurt Rieß (1897–1965), geboren in Reichelshofen, Ingenieur und Manager